# Сражение при Фер-Шампенуазе
Сражение при Фер-Шампенуазе (фр. Bataille de Fère-Champenoise) — встречное сражение 25 марта между кавалерией союзников и отдельными корпусами французов в ходе кампании 1814 года на территории Франции.
В сражении при Фер-Шампенуазе кавалерия из Главной армии союзников атаковала и при поддержке конной артиллерии разбила французские корпуса маршалов Мармона и Мортье (17—18 тысяч, 68 орудий), марширующие на восток для соединения с армией Наполеона. Одновременно в 12 км севернее кавалерия союзников из армии Блюхера, при поддержке русской гвардейской кавалерии Главной армии, захватила большой конвой для Наполеона, совершенно уничтожив при этом прикрывавшие его части Национальной гвардии (4000—8000 солдат, 16 орудий).

## Предыстория
В первых числах января 1814 года войска союзников, состоящие из русских, австрийских, прусских и немецких корпусов, вторглись во Францию с целью свержения Наполеона, разбитого в битве под Лейпцигом в октябре 1813. Союзники наступали двумя отдельными армиями: русско-прусскую Силезскую армию возглавлял прусский фельдмаршал Блюхер, русско-немецко-австрийскую Главную (бывшую Богемскую) армию отдали под начало австрийского фельдмаршала Шварценберга.
В сражениях на территории Франции Наполеон чаще одерживал победы, ни одна из которых не стала решительной. Из-за более чем 2-кратного превосходства союзных сил Наполеон не мог рассчитывать на победу в генеральном сражении, но ему удавалось громить корпуса союзников по отдельности. 9—10 марта 1814 Наполеон потерпел поражение в сражении при Лаоне от Блюхера, после чего отступил за реку Эну.
Когда Главная армия союзников под началом Шварценберга двинулась на Париж, Наполеону, ослабленному большими потерями в сражениях с Блюхером, ничего не оставалось, как в очередной раз броситься на Главную армию. Наполеон рассчитывал применить обычную тактику: атаковать с фланга рассеянные в марше корпуса союзников по отдельности. Однако в этот раз русский император Александр I, заменивший больного подагрой Шварценберга, успел стянуть корпуса в кулак, так что Наполеон не мог надеяться на победу в сражении с намного превосходящим противником. Единственное, что мог сделать Наполеон, это остановить продвижение Главной армии, угрожая ей с фланга или тыла. Однако в таком случае путь на Париж, прикрывавшийся слабыми заслонами, оставался открытым для армии Блюхера.
Наполеон решил пройти между армиями Блюхера и Шварценберга к северо-восточным крепостям, где рассчитывал деблокировать французские гарнизоны, и, значительно усилив ими свою армию, принудить союзников к отступлению, угрожая их тыловым коммуникациям. Париж при таком решении оставлялся без защиты армии, и мог обороняться главным образом, только силами его жителей и Национальной гвардии. Наполеон рассчитывал на медлительность союзных армий и их страх перед армией французского императора в их тылу.
20—21 марта 1814 войска Шварценберга (90 тыс. солдат) во встречном сражении при Арси-сюр-Обе отбросили 30-тысячную армию Наполеона за реку Об, после чего французский император достиг Сен-Дизье на Марне, то есть ушёл значительно восточнее армий союзников. Оттуда он выслал кавалерийские отряды тревожить набегами тылы Шварценберга.
Манёвр Наполеона вызвал недоумение в союзной армии. Казачий офицер доносил: «Неприятели отступают не на Париж, а на Москву».
В свою очередь союзные монархи, вопреки ожиданиям Наполеона, 24 марта 1814 одобрили план наступления на Париж. В пользу такого решения послужила информация о брожении в Париже и усталости французов от войны, в связи с чем снимались опасения ожесточённой битвы за столицу. Против Наполеона выслали 10-тысячный кавалерийский корпус под началом российского генерала Винцингероде при 40 орудиях с тем, чтобы ввести Наполеона в заблуждение относительно намерений союзников.
25 марта союзные войска (к этому времени армии Блюхера и Шварценберга вошли в соприкосновение авангардами) двинулись на запад, на Париж, и в тот же день под Фер-Шампенуазом столкнулись с отдельными французскими частями, которые спешили на соединение с армией Наполеона.

## Ход сражения

### Разгром корпусов Мармона и Мортье
6-й корпус маршала Мармона, Молодая Гвардия маршала Мортье и кавалерия генерала Бельяра (всего 12700 пехоты, 4 тыс. кавалерии, 68 или 84 орудия) шли по приказу Наполеона для соединения с ним по дороге из Парижа в Витри. Навстречу им двигались на Париж союзные войска. Утром 25 марта Мармон столкнулся с вюртембергским авангардом, после чего союзники атаковали передовые части французов: русская лёгкая конница Палена 1-го с правого фланга, кавалерия кронпринца Вильгельма Вюртембергского с левого. Начав отход в сторону Фер-Шампенуаза, Мармон запросил помощи у Мортье.
Молодая Гвардия Мортье была выстроена в общую боевую линию с войсками Мармона. Вскоре в бой вступили австрийские кирасиры генерала Ностица (Nostitz), а после полудня подошла русская кавалерия под командованием цесаревича Константина в составе 1-й гвардейской кирасирской дивизии, а также уланского, гусарского и драгунского гвардейских полков. Общая численность союзной кавалерии оценивается до 12 тысяч человек. Оба французских маршала под атаками союзников стали отводить войска по дефиле, которое с одной стороны прикрывалось оврагом, а с другой — рекой. Русская гвардейская кавалерия и австрийские кирасиры постоянно угрожали перерезать пути отхода, но французские каре поначалу отходили беспрепятственно, бой со стороны французов вели кирасиры Бордесуля и драгуны Русселя.
В 2 часа дня ураганный ветер с ливнем сделал невозможным для французской пехоты отстреливаться залпами от кавалерии, поскольку под проливным дождем было нельзя перезаряжать ружья, поэтому французские солдаты могли рассчитывать только на штыки. Несколько каре были взломаны упорными атаками союзников, оставшиеся спаслись бегством через Фер-Шампенуаз, бросив 24 орудия. От окончательного разгрома французов спас 9-й маршевой полк (400 всадников) Леклерка, только подошедший в Фер-Шампенуаз. Атака Леклерка заставила остановиться рассыпавшуюся в преследовании конницу союзников и дала время Мортье и Мармону выстроить войска в оборону.
Маршалам также помог новый поворот в сражении. Когда император Александр I прибыл в Фер-Шампенуаз, союзники узнали о приближении большой колонны французов из Монмираля в сторону Витри. Это был обоз боеприпасов и продовольствия к Наполеону в сопровождении солдат Национальной гвардии (две дивизии генералов Пакто и Аме, состоявшие из 3300 солдат Национальной гвардии, 800 рекрутов и 200 солдат 54-го линейного полка).

### Разгром конвоя Национальной гвардии
Французский конвой был атакован авангардом армии Блюхера — русской кавалерией Корфа и Васильчикова, и стал отходить в сторону Фер-Шампенуаза, прямо на кавалерию Главной армии (два русских полка гвардейских кирасир под командованием Депрерадовича), только что разбившей корпуса Мармона и Мортье. Вскоре французы, отступавшие в каре, были окружены со всех сторон.
Несмотря на отчаянное положение, французы отказались от предложения сложить оружие. Тогда русская батарея конной артиллерии (4 орудия поручика Пухинского) открыла огонь картечью, пробивая бреши в каре, куда сразу же ворвалась союзная конница. Французские источники сообщают о якобы 48 русских орудиях, расстреливающих в упор французов, создавая фон о действительно героическом самопожертвовании солдат Национальной гвардии, своего рода французского ополчения. После отчаянного сопротивления французские части были полностью уничтожены. Из воспоминаний участника боя Муравьева:

«Вмиг колонна легла пораженною на дороге в том строе, как она двигалась: люди лежали грудами, по которым разъезжали наши всадники и топтали их. Среди самой колонны мы встретились с конницей Блюхера.»

Два французских дивизионных генерала (Пакто и Аме) и от 1,5 до 3 тысяч солдат попали в плен, трофеем союзников стали 12 орудий и весь значительный обоз. Удалось спастись в Сен-Гондских болотах едва ли 500 солдат из всего конвоя, остальные легли на поле боя.

## Результаты
Историк Эдвард Каст так суммирует произошедшее сражение, несколько упрощая реальный ход дела (участие французской кавалерии):

«Победа была завоёвана исключительно кавалерией и артиллерией со стороны союзников, с их стороны не было сделано ни единого ружейного выстрела. Сопротивление французов, включая Национальную гвардию, было храбрым до безумия […] с их стороны бились только пехота и орудия.»

Русский историк М. И. Богданович привёл суммарные французские потери при Фер-Шампенуазе в более чем 11 тысяч солдат и 75 орудий. Большую часть этих потерь составляли пленные (до 8 тыс.), в основном из корпусов Мармона и Мортье. Эдвард Каст приводит близкие цифры: 10 тыс. французов (из них 7 тыс. пленных), 80 орудий и 200 повозок с артиллерийскими боеприпасами. Леер оценивает французские потери в 11 тысяч человек убитыми, ранеными и пленными, захвачено 75 орудий и 250 зарядных ящиков. Современный российский историк Безотосный приводит число французских потерь в 8—10 тысяч человек и 75 орудий.
Русский историк Михайловский-Данилевский сообщает о потерях союзников в 2 тысячи человек. Эта же цифра указана на 56-й стене галереи воинской славы Храма Христа Спасителя. По данным Леера, союзники потеряли до 2 тысяч человек. Безотосный пишет, что союзники потеряли 2—4 тысячи человек.
Историк русской армии А. А. Керсновский так отметил вклад русской кавалерии в сражении при Фер-Шампенуазе: На трубах и штандартах нашей конницы сияет слава двух особенно красивых побед. Второе дело — Фер-Шампенуаз, где наша конница, действуя совершенно самостоятельно, без всякой поддержки пехоты, изрубила два французских корпуса и где Император Всероссийский, как простой эскадронный командир, врубился в неприятельский строй. Калишский подвиг петровских драгун через сто лет был повторен кавалерией Императора Александра Павловича.
Потери французов Керсновский оценил в 11 тысяч человек (из них свыше 9 тысяч пленными, включая раненых) и 75 орудий. Урон русской конницы составил до 2 тысяч человек.
Между Парижем и союзными армиями не осталось силы, способной преградить путь на столицу Франции. У разбитых Мортье и Мармона оставалось лишь 7 орудий, они отходили на Париж, преследуемые кавалерией союзников. Подразделение Национальной гвардии пробовало оказать сопротивление, но было легко рассеяно авангардом генерала Корфа.
30 марта союзные войска (более 110 тысяч солдат) подошли к Парижу с 3 направлений, где вступили в кровопролитные бои с защитниками столицы. К вечеру того же дня были выработаны условия капитуляции, и ранним утром 31 марта Париж сдался союзникам. Узнав об этом, Наполеон выехал в Фонтенбло, где стал собирать армию для дальнейшей борьбы, однако под давлением своих генералов 4 апреля 1814 года он отрёкся от трона.